# Col de la Bonette
Col de la Bonette (2715 msnm) es un puerto de montaña en los Alpes franceses, cerca de la frontera con Italia. Está situado en el Parque Nacional de Mercantour en la frontera de los departamentos de Alpes Marítimos y Alpes de Alta Provenza. El camino por el collado es el séptimo camino pavimentado más alto de los Alpes.

## Col de Restefond
El paso por el Col de la Bonette es a menudo erróneamente denominado "Col de Restefond", y en el Tour de Francia 2008 la cumbre se conoció como el Cime de la Bonette-Restefond. Pasó en la etapa 16 del Tour y cuando se acerca a la cumbre de Saint-Étienne-de-Tinée (sureste), y después de llegar al Col de la Bonette, lleva un ojal de la Cime de la Bonette de llegar a la cumbre de 2.802 m, que es el punto más alto alcanzado por el Tour de Francia, antes de volver a pasar el Col de la Bonette. En el descenso a Jausiers, la actual Col de Restefond se pasa a la derecha aproximadamente a 1 km de la cumbre.

## Carretera más alta de Europa
Los dos kilómetros de largo lazo en forma de lágrima alrededor de la Cime de la Bonette pico (2860m) desde ambos lados del paso es camino pavimentado más alto de los Alpes. Una señal en el pie de la subida hace la afirmación" Col de la Bonette - Restefond, 2802 m sobre el nivel del mar, la carretera más alta de Europa ". Esta afirmación es incorrecta por varias razones. El real de Col de la Bonette se eleva a 2715 m, pero hay tres pases de carreteras alpinas cuyas altitudes son más altos: Col de l'Iseran (2770 m), Passo dello Stelvio (2757 m) y Col d'Agnel (2744 m). También está el Collado de La Carigüela, próximo al Pico Veleta, en España, que llega a 3.201 metros, pero nunca se ha ascendido en el ciclismo profesional. El camino alrededor de la Cima de la Bonette alcanza una altitud de 2802 m, pero esto no es un "paso", sino simplemente un circuito escénico. Es, sin embargo, el más alto con carretera en Francia y es el más alto a través de carretera en Europa.

## Los detalles de la subida

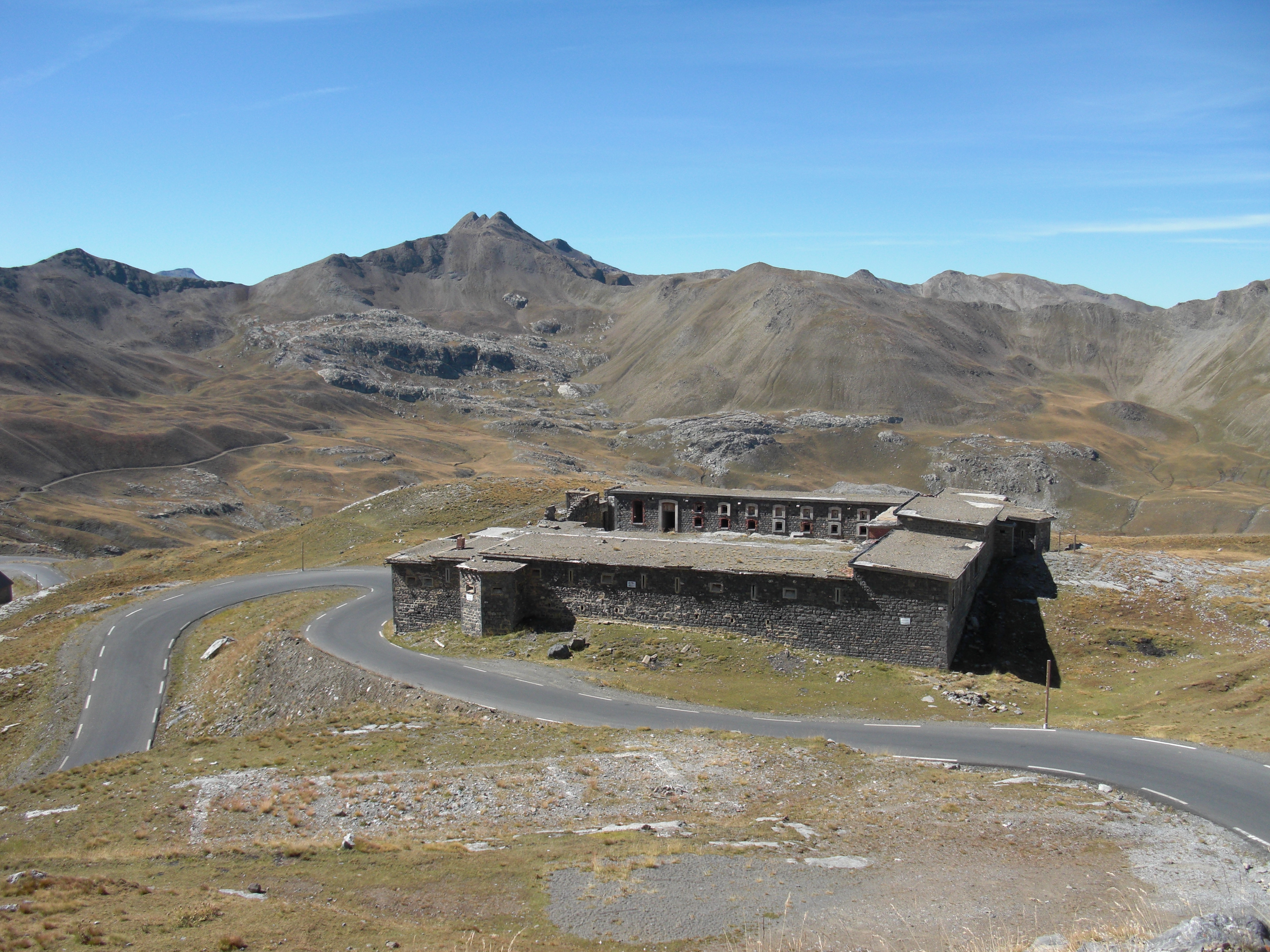
El camino de Jausiers pasa al lado de la Casernes de Restefond, un antiguo edificio militar

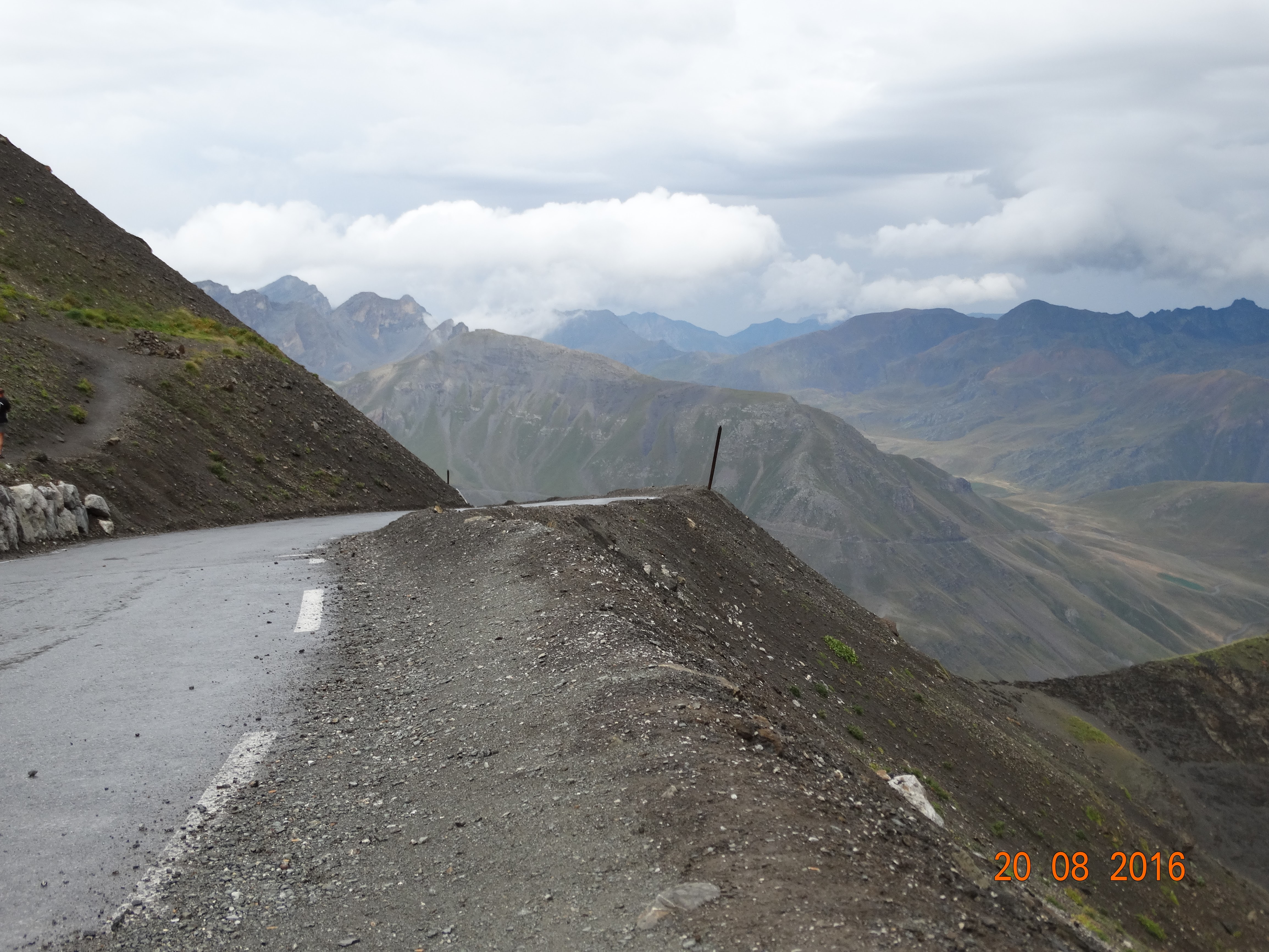
Col de la Bonette, lado sur

Desde el sur, la subida comienza en Saint-Etienne-de-Tinée y es 26.0 km. Sobre esta distancia, la subida es 1.652 m. (Un porcentaje medio del 6,4%). En la subida a la actual Col de la Bonette, hay una sección corta en más de 10%, pero en el bucle alrededor de la Cime de la Bonette, la pendiente alcanza el 15%.
Desde el norte, la subida comienza en Jausiers y 24,1 km de longitud. Sobre esta distancia, la subida es 1.589 m. (Un porcentaje medio del 6,6%), con las pendientes más secciones en el 9%.

## Tour de Francia
El puerto de montaña se ha presentado en el Tour de Francia cinco veces (1962, 1964, 1993, 2008 y 2024). En 1962 y 1964, la carrera alcanzó la cumbre en los dos años por Federico Bahamontes. Se subió desde el sur en 1962 y desde el norte en 1964. Robert Millar llegó a la cumbre (por el norte) en 1993. En 2008 John-Lee Augustyn llega primero, antes de caer en el descenso hacia Jausiers. Él, sin embargo, recibe 5.000 euros para el líder en el punto más alto del Tour, también conocido como el "Souvenir Henri Desgrange".

### Apariciones en el Tour de Francia
| Año  | Etapa | Categoría | Inicio                | Final      | Líder en la cumbre  |
| ---- | ----- | --------- | --------------------- | ---------- | ------------------- |
| 2024 | 19    | HC        | Embrun                | Isola 2000 | Richard Carapaz     |
| 2008 | 16    | HC        | Cuneo                 | Jausiers   | John-Lee Augustyn   |
| 1993 | 11    | HC        | Serre Chevalier       | Isola 2000 | Robert Millar       |
| 1964 | 9     | 1         | Briançon              | Mónaco     | Federico Bahamontes |
| 1962 | 18    | 1         | Antibes-Juan-les-Pins | Briançon   | Federico Bahamontes |

Este puerto también se ascendió en la vigésima etapa del Giro de Italia 2016, en la cual Mikel Nieve coronó en solitario la cima.